# Georg Friedrich von Großmann
Pour les articles homonymes, voir Grossmann.
Georg Friedrich von Großmann (né le 6 mars 1807 à Dresde et mort le 26 mars 1871 à Liegnitz) est un lieutenant-général royal prussien et finalement commandant d'Altona et commandant des troupes en garnison à Hambourg.

## Origine
Ses parents sont Georg Friedrich von Großmann (né le 15 juin 1768 et mort le 14 avril 1818) et son épouse Christiane Friederike Müller (née le 21 octobre 1777 et morte le 24 février 1832). Son père est colonel dans la 6e brigade d'artillerie.

## Biographie
Il fait ses études au lycée Frédéric de Breslau. Il s'engage ensuite le 1er juin 1823 comme mousquetaire dans le 11e régiment de grenadiers. Il y est promu Portepeefähnrich le 15 décembre 1835 et lieutenant de deuxième classe le 14 juin 1826. De 1834 à 1837, il est ensuite affecté comme adjudant de bataillon. Il est ensuite détaché le 17 novembre 1837 pour un an à l'Institut des cadets de Wahlstatt, et le 19 avril 1838, il est nommé premier lieutenant dans le corps des cadets. Le 30 mars 1844, il est muté au 24e régiment d'infanterie en tant que capitaine et commandant de compagnie. Pendant la révolution de mars, il combat dans les combats de rue à Dresde et à Iserlohn (de). Lors de la révolution de Bade, il combat dans les batailles de Neudorf et de Wiesenthal.
Le 20 juillet 1850, il est promu au grade de major. Du 12 novembre 1850 au 15 décembre 1850, il est affecté à Francfort-sur-le-Main en tant que commandant d'étape des chemins de fer. Le 1er février 1851, il est muté au 24e régiment d'infanterie en tant que chef de bataillon. Le 18 janvier 1853, il rejoint le 2e régiment de Landwehr, où il devient commandant du 3e bataillon à Anklam, d'où il rejoint le 14 juillet 1857 le 9e régiment de grenadiers en tant que chef de bataillon et est promu lieutenant-colonel le 15 octobre 1856. Le 8 juillet 1858, il est ensuite chargé du commandement du 30e régiment d'infanterie et mis à la suite du régiment. Le 31 mai 1859, il reçoit sa promotion au grade de colonel et devient en même temps commandant du régiment. Le 18 octobre 1861, il est décoré de l'ordre de la Couronne de 3e classe. Le 6 mai 1862, il est nommé commandant de la 4e brigade d'infanterie (de), et devient en outre à la suite du 30e régiment d'infanterie. Le 17 mars 1863, il est nommé major général et le 31 décembre 1834, il reçoit l'ordre de l'Aigle rouge de 2e classe avec feuilles de chêne et épées sur l'anneau. Le 4 janvier 1866, il est transféré à la 1re division d'infanterie en tant que commandant et y est promu lieutenant-général le 8 juin 1866.
Pendant la guerre austro-prussienne de 1866, il combat dans les batailles de Trautenau et Tobitschau, la bataille de Sadowa et l'encerclement d'Olmütz. Le 20 septembre 1866, il reçoit l'étoile de l'ordre de l'Aigle rouge.
Il arriva à Altona le 14 janvier 1868 en tant que commandant et devient commandant des troupes en garnison à Hambourg. Mais dès le 10 mars 1868, il est mis à la retraite et reçoit l'ordre de l'Aigle rouge de 1re classe avec feuilles de chêne et épées sur l'anneau. Il meurt le 26 mars 1871 à Liegnitz.

## Famille
Il se marie le 11 septembre 1838 à Breslau avec Friederike Alexandrine Auguste Christiane Henriette Natalie von Alvensleben (née le 13 avril 1813 et morte le 27 juillet 1901) . Le couple a plusieurs enfants :
- Tassilo (né le 18 juin 1839), lieutenant-colonel
- Olga (née le 29 octobre 1840)
- Élisabeth (1843-1844)
- Klara (1844-1846)